# Il mutuo appoggio: un fattore dell'evoluzione
Il mutuo appoggio: un fattore dell'evoluzione è una raccolta di saggi del naturalista e filosofo anarchico russo Peter Kropotkin. I saggi, inizialmente pubblicati sul periodico inglese The Nineteenth Century tra il 1890 e il 1896, poi pubblicati come raccolta nel 1902, esaminano il ruolo del mutualismo e della cooperazione nel regno animale e nelle società umane. 
Le tesi di Kropotkin costituiscono un'alternativa sia alle teorie del darwinismo sociale, le quali pongono l'enfasi sulla competizione e sull'egoismo, sia alle rappresentazioni romantiche di scrittori come Jean-Jacques Rousseau, il quale pensava che la cooperazione fosse motivata da una forma di amore universale. Kropotkin sostiene infatti che il mutuo appoggio fornisca vantaggi pratici per la sopravvivenza delle comunità, sia umane che di altre specie, e che, tanto quanto la coscienza morale, sia stata premiata dalla selezione naturale. 
La raccolta è considerata un testo fondamentale dell'anarco-comunismo, fornendo una base scientifica a favore del comunismo diversa da quella marxista del materialismo storico. Kropotkin analizza l'importanza che il mutuo appoggio ha avuto nel far sopravvivere e prosperare le specie animali, le società umane (sia quelle europee che di altri popoli indigeni), le città libere dell'Impero nel Medioevo (specialmente tramite le gilde) e, alla fine del XIX secolo, i villaggi e le comunità popolari. Egli critica gli Stati per aver distrutto importanti istituzioni di mutuo appoggio, in particolare attraverso l'imposizione della proprietà privata.
Molti biologi ritengono che il testo sia stato fondamentale per dare il via allo studio scientifico della cooperazione. 